# Котауаси
Котауаси (исп. Cotahuasi, кечуа Kutawasi) — город в южной части Перу. Административный центр провинции Ла-Уньон в регионе Арекипа. Является также центром одноимённого района. Расположен на высоте 2 683 м над уровнем моря, в 379 км от города Арекипа. Население по данным переписи 2005 года составляет 1 529 человек; данные на 2010 год говорят о населении 1 627 человек.